# Gacsályi család
A Gacsályi család (másik nevén Gachály vagy Gachál) a Gutkeled nemzetségből származó család, Szatmár vármegye egyik ősi családja, amely nevét is a Szatmár vármegyei Gacsály helységről vette. A család évszázadokig meghatározó szerepet játszott a megye és környékének életében, számos tagja volt alispán.
Gacsály helység neve német eredetű, az ’Isten szolgája’ jelentésű Gottschall  szóból is származhat.

## Története
A család első ismert őse Gutkeled nemzetségbeli Miklós, valamint annak fiai, György és Elleus voltak. Az utóbbi 1322-1323-ban biztosan Szatmár vármegye ispánja vagy alispánja (ekkoriban még nem lehet egyértelműen különbséget tenni a kettő között).
Fia, Gacsályi László szintén a vármegye alispánja lett, ez egy 1362-es oklevélből ismert (Érdekesség, hogy 1347-ben Ugocsa és Máramaros megyét, majd valamikor 1363 előtt Kraszna vármegyét is Szatmárhoz csatolták, így elitje egy jóval nagyobb területet irányíthatott. Máramaros 1412-ig, Ugocsa és Kraszna a Zsigmond-kor végéig tartozott Szatmárhoz) 1378-1380 között több oklevél, illetve 1382-ből egy másik alapján Gacsályi Bertalan szintén az alispáni pozíciót töltötte be, ahogy az ő fia, Gacsályi Imre az 1400-as évek elején úgyszintén. Imre korábban, 1390-91-ben ispánja vagy alispánja volt a szomszédos Szabolcs vármegyének is.
1427-ben Gacsályi Tamás a kusaly Jakchi Mihály és László ellenében perrel visszanyerte Gacsályt és Garbolcot. A Gachaly családnak Ugocsa vármegyében is birtokában voltak Magyarkomját, Salánk és Alsó-Karaszló helységek. 1483-ban Salánkot magvaszakadtán a Rosaly (Rozsályi) Kún család foglalta el a rokon Atyai Györgynek.
1460-ban a család egy újabb tagja, Gacsályi Elek tölti be a megye alispáni posztját (két másik személlyel együtt).
1505-ben Gacsályi György alispán Szatmár vármegye követe volt a rákosi országgyűlésre. Ő egyébként egészen 1513-ig töltötte be tisztségét.
A család egyik oldalága az Esztergom vármegyei Gachal (más néven Eölvedy) família: Gachal János (más néven Eölvedy János) Esztergom vármegyei alispán és hozzátartozói 1618-ban II. Mátyástól nemességük megújítását és címert kaptak (MOL: Act. Cott. Comar. Doc. nob. Nr. 119.). Utódaik egy része 1692-ben a Heves vármegyei Poroszlóra költözött, ahol még ma is sok Gacsal él.